# Upplandsfanan
Upplandsfanan var en svensk ryttarfana, det vill säga ett svenskt kavalleriförband - då kallat ryttare eller rytteri - förlagt i Uppland. Förbandet bildades vid Arboga möte (1536) och var verksamt cirka 1536/1561–1620.
På Arboga möte diskuterades kavalleriets tidiga organisation som så:
| ” | Vilke gode karlar, ädle eller oädle, sig själva upprusta ville med en häst, 3, 4 eller flera och därtill förskaffa gode karlar och harnesk med allt tillbehör, desamma skulle årligen bekomma på var häst och rustning 30 marker örtugar och 6 alnar engelsk eller penningar därför, desslikes fritt borgläger och fodring hela året igenom eftersom sedvana plägar vara här i landet. | „ |

I boken Svenska armén genom tiderna framhåller överstelöjtnant Erik Zeeh tolkningen av dessa rader som att Sverige var först i världen med en stående nationell här. 
Tillsammans med andra enheter, däribland i Södermanland, Västmanland, Närke och Värmland, uppgick Upplandsfanan i två regementen, vilka enligt 1634 års regeringsform sedan sammanfördes till ett regemente, från 1636 vanligtvis benämnt Upplands ryttare.
Bland förbandets ledare märks Krister Klasson Horn af Åminne (1554–1612) som i samarbete med Hogenskild Bielke var kungatrogen Sigismund i stället för hertig Karl, tillsammans med Upplands ryttare under avsättningskriget mot Sigismund.

## Namn och bakgrund
Att Upplandsfanans, eller även de Upplands ryttare kallade, redan tidiga kungatrognad resulterade i ett komplicerat förhållande till statsmakten under hertig Karl efter avsättningskriget mot Sigismund (1598–1600), framkommer av historieskrivningen:
| ”                                           | Ofwannämnde sinnestämning gaf anledning till många oroliga uppträden. Under kriget i Liffland 1600 och de följande åren wisade sig soldaternas trohet wadlande. Serdeles bibehöllo Upplands ryttare deras gamla tillgifvenhet för Sigismund. De bruko hans stål under de diftade namnet fröken Sigrid, och det berättas, att en bland dem, vid namn Peder, lurat efter hertigens lif. Allt blef dok i tid uppbådt och förekommet. | „ |
| – Berättelser ur swenska historien, s. 368. | |   |

Något som dock inte med tiden omöjliggjorde fördragsamhet med sakernas tillstånd efter tronskifte:
| ”                                                                | Regementets föregångare voro Upplandsfanan 1561–1620, Upplands ryttare 1621–1666, Konungens Lifregemente till häst 1667–1791, Lifregementsbrigaden kyrassierkår 1791–1815, Lifregementets dragonkår 1815–1891. Segernamnen tälja att de väl tjänat Konung och Fädernesland. | „ |
| – Kungl. Livregementets dragoners minnessten vid Tekniska museet | |   |